# Sân vận động Peter Mokaba
Sân vận động Peter Mokaba là một sân vận động tại Polokwane, Nam Phi. Sân vận động này là một trong những nơi tổ chức Giải vô địch bóng đá thế giới 2010. Sân vận động có sức chứa 46.000 chỗ.
Sân vận động này được đặt tên theo Peter Mokaba, một cựu lãnh đạo của Liên đoàn Thanh niên ANC. Sân vận động có cự ly 5 km so với trung tâm thành phố Polokwane, ngay phía đông của sân vận động Pietersburg.